# Осакский метрополитен
О́сакский метрополите́н (яп. 大阪市高速電気軌道) — система линий метрополитена г. Осаки, Япония. Входит в состав системы общественного транспорта Большой Осаки (регион Кансай). Находится под управлением Комитета по муниципальному транспорту Осаки. Действует с 1933 года, — открытия линии Мидосудзи на участке от Умеды до Синсайбаси. По плану к 2025 году на всех станциях Осакского метрополитена будут установлены автоматические платформенные ворота. Осакский метрополитен — самый популярный вид общественного транспорта, перевозящий более двух миллионов пассажиров каждый день. Линии Осакского метрополитена плотно пронизывают центр города и большинство окрестных районов.

## Линии
В настоящее время действует восемь линий метро и одна автоматическая линия ЛРТ.
| Обозначение       | Название                          | Название                     | Литера | Первый участок открыт | Последнее продление | Длина км/миль | Количество станций | Пассажиров в год (тыс.) |
| ----------------- | --------------------------------- | ---------------------------- | ------ | --------------------- | ------------------- | ------------- | ------------------ | ----------------------- |
|                   | Сквозное движение                 | Линия Намбоку                | M      | 1970                  | 1970                | 5.9/3.7       | 4                  | N/A                     |
| Линия 1           | Линия Мидосудзи                   | 1933                         | M      | 1987                  | 24.5/15.2           | 20            | 459,170            |                         |
|                   | Линия 2                           | Линия Танимати               | T      | 1967                  | 1983                | 28.1/17.5     | 26                 | 187,610                 |
|                   | Линия 3                           | Линия Ёцубаси                | Y      | 1942                  | 1970                | 11.4/7.1      | 11                 | 114,610                 |
|                   | Линия 4                           | Линия Тюо (Юмэханна)         | C      | 1997                  | -                   | 2.4/1.5       | 2                  | N/A                     |
| 1961              | Линия 4                           | Линия Тюо (Юмэханна)         | C      | 2005                  | 15.5/9.6            | 13            | 95,995             |                         |
| Сквозное движение | Линия Кинтэцу Кэйханна (Юмэханна) | 1986                         | C      | 2006                  | 18.8/11.7           | 8             | N/A                |                         |
|                   | Линия 5                           | Линия Сэннитимаэ             | S      | 1969                  | 1981                | 12.6/7.8      | 13                 | 71,905                  |
|                   | Сквозное движение                 | Линия Ханкю Сэнри            | -      | 1969                  | -                   | 13.6/8.5      | 11                 | N/A                     |
| Линия Ханкю Киото | Сквозное движение                 | 1969                         | -      | -                     | 41.1/25.5           | 22            | N/A                |                         |
| Линия 6           | Линия Сакайсудзи                  | K                            | 1969   | 1993                  | 8.5/5.3             | 10            | 119,720            |                         |
|                   | Линия 7                           | Линия Нагахори Цуруми-рёкути | N      | 1990                  | 1997                | 15.0/9.3      | 16                 | 54,750                  |
|                   | Линия 8                           | Линия Имадзатосудзи          | I      | 2006                  | -                   | 11.9/7.4      | 11                 | N/A                     |
|                   |                                   |                              |        |                       |                     |               |                    |                         |
|                   | ЛРТ                               | Линия Нанко Порт-таун        | P      | 1997                  | -                   | 0.7/0.4       | 2                  | 7,106                   |
| 1981              | ЛРТ                               | Линия Нанко Порт-таун        | P      | 2005                  | 7.2/4.5             | 9             | 24,083             |                         |

## Тарифные зоны и оплата

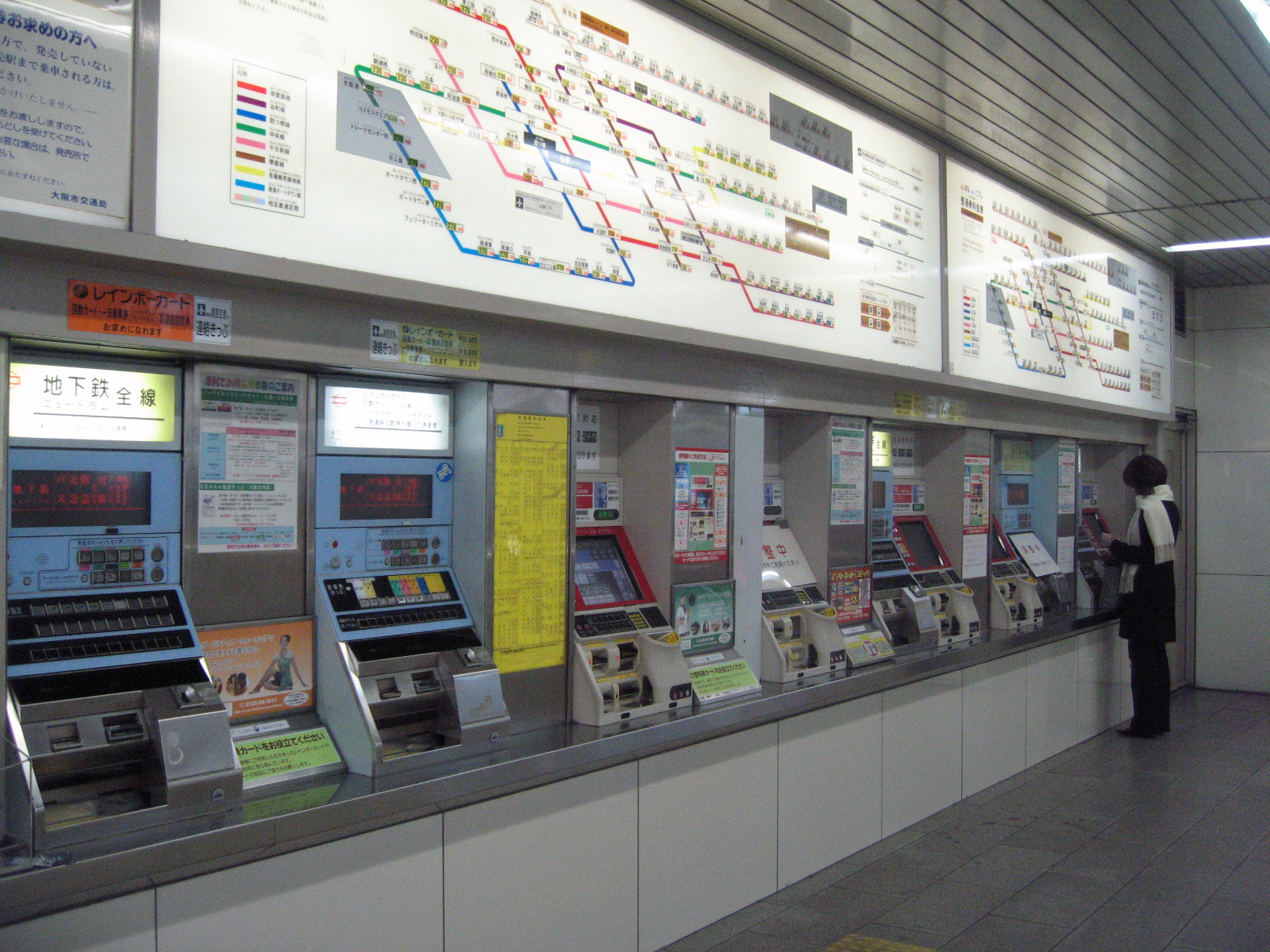
Билетные автоматы и схема расположения зон на станции Синсайбаси

Оплата проезда на метрополитене Осаки дифференцирована и зависит от расстояния поездки. Для каждой станции заранее определены тарифные пояса (зоны), между которыми остальные станции распределены по мере удалённости. Стоимость проезда (по состоянию на 2010 год) варьируется от 200 до 360 иен. На метрополитене действуют скидки детям и некоторые другие, а также проездные.
| зона              | Цена (иен)                   |
| ----------------- | ---------------------------- |
| Зона 1 (1—3 км)   | - полный: 180 - детский: 90  |
| Зона 2 (4—7 км)   | - полный: 240 - детский: 120 |
| Зона 3 (8—13 км)  | - полный: 280 - детский: 140 |
| Зона 4 (14—19 км) | - полный: 320 - детский: 160 |
| Зона 5 (20—25 км) | - полный: 370 - детский: 190 |

## Технические параметры
Ширина колеи на всех линиях составляет 1435 мм.
Ограничение скорости движения на всех линиях составляет 70 км/ч.
Линии 1, 2, 3 ,4 и 5 используют третий рельс для питания подвижного состава. Линии 6, 7 и 8 оборудованы воздушной контактной сетью.

## Подвижной состав

### Пассажирский подвижной состав
В Осакском метрополитене применяется как моторвагонный подвижной состав с традиционными электродвигателями, так и поезда с линейными двигателями. Поезда с линейными двигателями используются на линиях 7 и 8.